# Bryocryptellidae
Bryocryptellidae é uma família de briozoários pertencentes à ordem Cheilostomatida.
Géneros:
- Bryocryptella Cossman, 1906
- Buchneria Harmer, 1957
- Cyclocolposa Canu & Bassler, 1923
- Cystisella Canu & Bassler, 1917
- Marguetta Jullien, 1903
- Palmiskenea Bishop & Hayward, 1989
- Porella Gray, 1848
- Reussia Neviani , 1895
- Rhamphosmittina Hayward & Thorpe, 1988
- Simibryocryptella Alvarez, 1991
- Stoliczkella Zágoršek & Gordon, 2014